# Pankotai Lili
Pankotai Lili (Mohács, 2004. szeptember 19. –) magyar diáklány, több politikai rendezvényen előadott szónoklatával ismertté vált aktivista.

## Élete
2004. szeptember 19-én született Mohácson. Középiskolai tanulmányait a Ciszterci Rend Pécsi Nagy Lajos Gimnáziumában kezdte. Hírnévre azután tett szert, hogy 2022. október 23-án az egyik, a tanárok érdekében folytatott tüntetésen előadta versét. A szókimondó, helyenként obszcén kifejezéseket is tartalmazó vers miatt egyes közszereplők (pl. Krassó László) a diáklány kirúgására buzdítottak.
Fellépése után egy nappal a Ciszterci Rend Pécsi Nagy Lajos Gimnáziumának igazgatója, Nyisztor Zsolt közleményt adott ki 2022. október 24-én, amiben kifejtette, hogy az intézmény elhatárolódik Pankotai Lili előadásától: „intézményünk nevében kijelentem, hogy tiszteletben tartjuk a szabad véleménynyilvánítás jogát, ellenben elhatárolódunk tanulónk, Pankotai Lili 2022. október 23-i nyilvános felszólalásától. Messzemenően elutasítjuk annak minden, a keresztény értékekkel össze nem egyeztethető tartalmát és narratíváját.”
A történtek után Pankotai a budapesti Alternatív Közgazdasági Gimnáziumban folytatja tanulmányait 2022 decemberétől. A Szabad Pécsnek és a Szabad Európának adott interjújában azt mondta, hogy nem rúgták ki, de olyan atrocitások érték, amik arra késztették, hogy önként távozzon. Ennek ellenére a diáklány a 2022. december 3-án szervezett tüntetésen ismét felszólalt, ezúttal azonban nem egyedül: partnere Molnár Áron színművész volt. A színész egyébként már az első felszólalás után is kiadott egy közleményt, melyben a lányt támogatta.
2023 januárjában bejelentette, hogy a TASZ segítségével pert indít volt iskolája ellen, mert úgy véli, a véleménynyilvánítási jogát nem tartották tiszteletben, retorziók érték annak gyakorlása miatt. Állítása szerint a perrel azt szeretné elérni, hogy „más diákoknak ne sérüljön ez a joga”. Emellett azt nyilatkozta, úgy reméli, hogy „a perre irányuló figyelem során a többi iskola, vezetőség, tankerület észreveszi: nem mindent engedhetnek meg maguknak egy diákkal szemben.” Az iskola ellen indított pert 2025 márciusában másodfokon megnyerte, az ítélet szerint az iskolának sérelemdíjat kell fizetnie.
2023. március 15-én ismét beszédet tartott, melyben József Attila sorait idézte.
2023 májusában több nagyobb médium is hírül adta, hogy az érettségi előtt álló Pankotai nem tudott rendesen felkészülni a vizsgáira, ezért évet kell ismételnie új iskolájában.
2023 júniusában 250 ezer forintra büntették „társadalomra veszélyes cselekmény” miatt (a sajtóban több helyen helytelenül 150 000 forint szerepelt). Támogatói pár óra alatt összegyűjtötték neki a büntetés összegét.
2023. június 16-án egy újabb versét adta elő a közoktatási státusztörvény elleni tiltakozáson a Parlament előtt.
2025. június 28-án részt vett a 30. Budapest Pride felvonuláson, amit előzőleg a gyülekezési törvény módosításával be akartak tiltani. A rendezvény után a rendőrség eljárást indított Pankotai ellen, melyet néhány nappal később megszüntettek.

## A vers
Pankotai Lili 2022. október 23-án előadott, slam poetry műfajban íródott versének kezdete és vége:
Csütörtök van.

Épp olyan mint az összes többi a többi közül.

Meg mertem kérdezni a keresztény-konzervatív,

az „apa férfi, az anya nő”-iskolámban, hogy:

„Tanárnő, mégis mi a véleménye a tüntetésekről?”

Mert tényleg érzem a szomszéd nyomást

a mi magunk hátán is, hogy a 12 éves Putyin-barátságunk mehet a kukába.

De mi mégse hagyjuk, mert a rezsiár fontosabb, mint Európa most is.

[…]

Pont arra nevelt a 12 pont és az aradi vértanúk,

amiért éppen itt most felszólalok,

bár lehet, szerinted túlvadult.

Szeretnék gondolkodni,

a hexameteren túllátni, rálátni,

a fizetésen elcsodálkozni,

mert igenis ők tanítják a jövőt.

És ha el sem hiszed,

de én és mi vagyunk a jelen

és a kibaszott jövő.
Pankotai Lili majdnem ugyanezt a versét adta elő 2022. március 23-án egy slam poetry-versenyen, ahol 3. helyezést ért el vele. Csak néhány apró változtatást tett: pl. 1848. március 15. helyett a tüntetésen 1956. október 23. dátumot használt, vagy pl. beleszőtte a Hír TV-t is versébe.